# Sharjah (emiraat)
Sharjah (Arabisch: الشارقة, As-Sharqah) is een van de zeven Verenigde Arabische Emiraten. Het emiraat heeft een oppervlakte van 2.600 km² en telt bijna 800.000 inwoners (2010). De hoofdstad heet ook Sharjah. Andere steden zijn Kalba, Dibba Al-Hisn en Khor Fakkan. Sharjah wordt sinds 1972 geregeerd door Sultan Bin Mohammad Al Qasimi.

## Ligging en geografie
Sharjah ligt te midden van de andere emiraten van de Verenigde Arabische Emiraten. Met een oppervlakte van 2.600 km², iets groter dan de Nederlandse provincie Limburg, is dit gelijk aan 3,3% van de Verenigde Arabische Emiraten, de eilanden niet meegerekend. Het emiraat is geografisch gesplitst; de emiraten Fujairah en Ras al-Khaimah liggen tussen beide gebiedsdelen van het emiraat in. Nahwa is een contra-enclave ('enclave in enclave') van Sharjah in de exclave Madha van Oman.
Sharjah grenst aan de Perzische Golf in het westen en aan de Golf van Oman in het oosten. De westelijke kustlijn is ongeveer 30 kilometer lang en de oostelijke circa 130 kilometer. Twee eilanden, Abu Mousa en Sir Bunair, behoren ook tot het emiraat. In het oosten liggen de ruige hellingen van het oostelijke Hadjargebergte en een vruchtbare kustvlakte. Er zijn enkele oasen waarvan Al Dhaid de belangrijkste is.

## Transport
Sharjah International Airport (مطار الشارقة الدولي) is een internationale luchthaven bij de hoofdstad Sharjah. In het oosten ligt de belangrijke havenplaats Khor Fakkan.
Abu Dhabi · Ajman · Dubai · Fujairah · Ras al-Khaimah · Sharjah · Umm al-Qaiwain